# .photography
.photography est un domaine Internet de premier niveau générique non-restreint.
Ce domaine est destiné aux organisations reliées à la photographie, mais il est ouvert à tous sans restrictions.

## Historique
History of photography, method of recording the image of an object through the action of light, or related radiation, on a light-sensitive material. The word, derived from the Greek photos (“light”) and graphein (“to draw”), was first used in the 1830s.

## Statistiques d'usage
En janvier 2025, environ 38 000 domaines utilisent l'extension .photography.

## aussi